# Mirza Aziz Koka
Mirza Aziz Koka (1542-1624) fou germà de llet d'Akbar el Gran, quatre vegades virrei del Gujarat i wakil de l'imperi. Era fill de Jiji Anaga, mare de llet d'Akbar, i de Shams al-Din Ahmad Ghaznawi (que tenia el títol de Atga Khan) influent a la cort perquè havia salvat la vida d'Humayun quan creuava el riu després de la batalla de Kanauj, i que va arribar a primer ministre. Es va criar junt amb Akbar, amb el qual jugava de petit (tenien la mateixa edat) i era el seu millor amic.
Aziz fou enviat al Panjab i quan el seu pare Atga Khan fou assassinat el 1568, Aziz fou l'únic que va conservar el lloc dels vinculats amb el primer ministre, conservant un lloc a Dipalpur. Quan Akbar va conquerir Gujarat el 1573 i va formar una suba de l'imperi, Aziz fou nomenat subadar. El seu primer període de govern es caracteritza per un nou cadastre i per la cooperació amb Todar Mall, però va trobar l'hostilitat dels mirzes primer a Patan, que Aziz va castigar amb l'exèrcit de Malwa, i després a Khambayat (Cambay). Però els mirzes el van assetjar a Ahmedabad i va haver de ser rescatat pel mateix Akbar que va venir des de Fatehpur Sikri a marxes forçades. El 1575 fou cridat a la cort mogola per prendre part a una expedició al Badakhxan, però quan es va saber que era contrari a unes instruccions d'Akbar sobre el marcatge dels cavalls, fou posat en arrest domiciliari a Agra. El 1578 fou perdonat i el 1580 fou enviat amb un alt mansab i el títol de Jhan-i Azam a Bihar i Bengala on hi havia disturbis religiosos que foren sufocats. Va retornar a Agra el 1581 però al deixar el Bihar els disturbis es van reprendre i hi va haver de tornar.
A Gujarat l'antic sultà Muzaffar III va aixecar un exèrcit i es va apoderar d'Ahmadabad el 1583. La revolta fou reprimida en sis mesos però en els següents anys Muzaffar va oferir resistència. Aziz fou nomenat subadar per segona vegada el 1590 i enviat a posar punt final a la resistència. El 1591 va derrotar el sultà rebel a Bhuchar Mori prop de Dhrol, al Sorath, el que gairebé va posar fi a la lluita, si bé Muzaffar va poder evitar a les tropes mogoles durant quasi dos anys fins que fou capturat el 1593 i es va suïcidar. Aziz va combatre també als caps de Kuchch. El 1593 el Sorath, que fins aleshores era un vassall mogol, va ser annexionat.
Poc després fou cridat a la cort on Akbar havia proclamat una nova religió i Aziz, per no acceptar-la, va anar a Diu i va embarcar per fer la peregrinació, acompanyat de sis dels seus fills; però a la Meca fou explotat de tal manera que la seva fe islàmica es va refredar i el 1594 va tornar a l'Índia i es va reunir amb Akbar convertint-se a la nova religió que aquest havia fundat (Din-i-Ilahi). Llavors fou nomenat governador del Bihar (1594) i a l'any següent va rebre el càrrec de wakil imperial (1595).
El 1599 fou nomenat per tercera vegada subadar del Gujarat, on va restar en aquestes funcions fins a la mort d'Akbar el 1605. Aziz i Man Singh volien la successió per Khusraw, fill de Salim (fill d'Akbar), però aquest va pujar al tron amb el nom de Jahangir. Khusraw alliberat del seu captiveri, es va revoltar però fou derrotat, capturat i cegat. Aziz, considerat perillós per Jahangir, fou desposseït de tots els seus càrrecs i empresonat basant-se en documents antics contraris a la religió d'Akbar.
El 1609 fou perdonat i va recuperar el seu rang i per quarta vegada fou enviat com a subadar a Gujarat, si bé havia de governar per mitjà del seu fill Shams al-Din que el 1611 va rebre el títol de Jahangir Kuli Khan. El 1611 Aziz fou enviat a fer campanya al Dècan, però el príncep Khurram (futur Shah Jahan) va imposar que fos cridat i empresonat a Gwalior. Aviat fou alliberat i va recuperar el seu rang retornant per cinquena vegada al Gujarat però ja no com a subadar sinó en funcions subalternes.
Va morir a Ahmadabad el 1624.